# 아메리칸 폭포

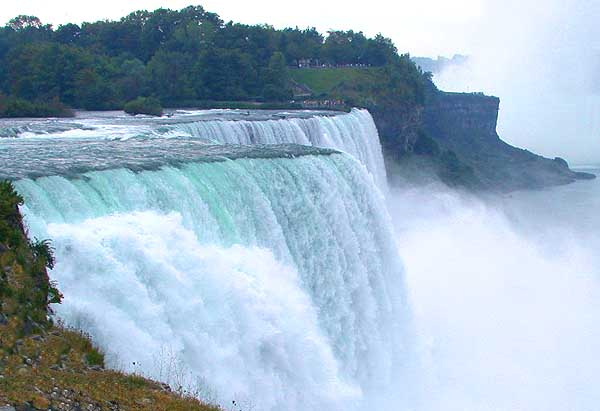
아메리칸 폭포

아메리칸 폭포(American Falls)는 나이아가라 강에 있는 나이아가라 폭포의 하나로, 미국 뉴욕주 나이아가라폴스에 있다. 나이아가라 강 10%에 해당하는 수량이 흐르고 있으며 나머지 90%는 고트섬에서 분리된 호스슈 폭포 쪽으로 흐른다. 폭포의 폭은 260m(850ft)이며 높이는 폭포에서 쌓인 암석까지 21 ~ 34m(70 ~ 110ft)이다. 폭포에서 강까지의 높이는 57m(188ft)이다.